# Franska Polynesiens damlandslag i volleyboll
Franska Polynesiens damlandslag i volleyboll  representerar Franska Polynesien i volleyboll på damsidan. Det har deltagit vid stillahavsspelen och vunnit tävlingen tolv gånger.

### Fotnoter
1. ↑  SportingPulse. ”2007 South Pacific Games - Volleyball” (på engelska). https://web.archive.org/web/20071110223320/http://sportingpulse.com/comp_info.cgi?a=ROUND&compID=59020&c=2-3578-0-0-0. Läst 1 april 2023.
2. ↑  ”XIVes Jeux du Paciﬁque Nouvelle-Calédonie” (på franska). Stillahavsspelen 2011. sid. 122. https://www.scribd.com/document/419978609/2011-Pacific-games-official-report-pdf#. Läst 1 april 2023.
3. ↑  PORT MORESBY 2015 XV PACIFIC GAMES. ”Official Results - Volleyball” (på engelska). https://websites.mygameday.app/get_file.cgi?id=3787465. Läst 31 mars 2023.
4. ↑  ”Volleyball” (på engelska). Samoa. https://www.samoa2019.ws/games/volleyball/. Läst 1 april 2023.
5. ↑  Senaste tillfället då någon kontrollerade att de inmatade tabelluppgifterna stämmer. Uppgifter kan ha matats in senare utan att kontrolleras av någon annan